# Показове (Миргородський район)
Показо́ве —  село в Україні, у Миргородській міській громаді Миргородського району Полтавської області. Населення становить 172 осіб. Колишній орган місцевого самоврядування — Дібрівська сільська рада.

## Географія
Село Показове знаходиться на відстані 0,5 км від села Стовбине та за 2,5 км від села Глибоке. По селу протікає пересихаючий струмок з загатою.

## Економіка
- Молочно-товарна ферма.